# Gare d'Awaraonsen
La gare d'Awaraonsen (芦原温泉駅, Awaraonsen-eki) est une gare ferroviaire située dans la ville d'Awara, dans la préfecture de Fukui au Japon.
Elle est exploitée conjointement par la West Japan Railway Company (JR West) et la compagnie privée Hapi-Line Fukui.

## Situation ferroviaire
La gare d'Awaraonsen est située au point kilométrique (PK) 403,4 de la ligne Shinkansen Hokuriku et au PK 71,7 de la ligne Hapi-Line Fukui.

## Histoire
La gare a été inaugurée le 20 septembre 1897 sous le nom de gare de Kanazu. Elle prend son nom actuel en 1972.
La ligne Shinkansen Hokuriku dessert la gare depuis le 16 mars 2024.

## Service des voyageurs

### Accueil
La gare dispose d'un bâtiment voyageurs, avec guichets, ouvert tous les jours.

### Desserte

#### JR West
- Ligne Shinkansen Hokuriku :
  - voie 11 : direction Kanazawa, Toyama et Tokyo
  - voie 12 : direction Tsuruga

#### Hapi-Line Fukui
- Ligne Hapi-Line Fukui :
  - voies 1 et 2 : direction Daishōji et Kanazawa
  - voie 3 : direction Fukui et Tsuruga